# Luciano Serra
Luciano Serra (Reggio Emilia, 30 gennaio 1920 – Reggio Emilia, 7 febbraio 2014) è stato uno scrittore italiano.

## Biografia
Dopo gli studi al Liceo Galvani, all'Università di Bologna conobbe Pier Paolo Pasolini con cui instaurò un fitto scambio epistolare specialmente durante il periodo friulano di Pasolini (dopo l'8 settembre 1943 fino al gennaio 1950).
Ex partigiano delle Brigate Fiamme Verdi, Luciano Serra era amico del partigiano Giorgio Morelli detto 'Il solitario" e dello scrittore Silvio D'Arzo che ricordava appoggiato alle colonne di Piazza del Monte a Reggio Emilia. 
Luciano Serra era studioso di storia dello sport, del dialetto reggiano, dell'opera dell'Ariosto, del Boiardo, di Pier Paolo Pasolini e di Silvio D'Arzo.
Pubblicò poesie in dialetto reggiano e curò il vocabolario Reggiano-Italiano e Italiano-Reggiano. Ha collaborato con fotografi importanti quali Vasco Ascolini e Stanislao Farri. 
Ha collaborato alla fondazione della rivista Il Mulino di Bologna ed ha collaborato assiduamente con la rivista Reggio Storia curata dallo storico Gino Badini.
Luciano Serra visse per oltre 60 anni in via Reverberi, vicino al Parco Tocci. Morì a Reggio Emilia il 7 febbraio 2014.

## Opere
Luciano Serra ha pubblicato diversi libri e in particolare:
- La memoria e l'ignoto: poesie italiane, Aliberti, 2005.
- Le storie di Arianna, Aliberti, 2004, ISBN 978-88-7424-049-4.
- E tott i de la lus, Aliberti, 2002.
- I giganti della strada. Il ciclismo «Eroico» (1891-1914), Diabasis, 1996, ISBN 978-88-8103-292-1.
- Pier Paolo Pasolini e Luciano Serra, Lettere agli amici (1941-1945): con un'appendice di scritti giovanili, Guanda, 1976.
- Storia del Calcio, Bologna : Libreria antiquaria Palmaverde, 1964.
- Canto di Memorie, Libreria Antiquaria Mario Landi, 1941.[1]
- I luoghi di Pasolini, Silvana Editoriale & Centro Studi Pier Paolo Pasolini, 2010